# Liste der Naturdenkmäler im Bezirk Urfahr-Umgebung
Die Liste der Naturdenkmäler im Bezirk Urfahr-Umgebung listet die als Naturdenkmal ausgewiesenen Objekte im Bezirk Urfahr-Umgebung im Bundesland Oberösterreich auf.

## Naturdenkmäler
| Foto |                 | Name                                                 | ID    | Standort                                                                  | Beschreibung | Fläche  | Datum      |
| ---- | --------------- | ---------------------------------------------------- | ----- | ------------------------------------------------------------------------- | --- | ------- | ---------- |
| 1    | Datei hochladen | „Pilzstein“                                          | nd156 | Bad Leonfelden KG: Weigetschlag GrStNr: 321; 383/1 Standort               | Der „Pilz-Stein“ befindet sich auf einem Waldgrundstück in Weigetschlag. Er wurde auf Grund von Verwitterungsvorgängen auf dem Stein und seinem besonderen wissenschaftlichen, aber auch kulturellen Wert unter Schutz gestellt. |         | 27.08.1980 |
| 1    | Datei hochladen | 2 Winterlinden                                       | nd523 | Altenberg bei Linz KG: Altenberg GrStNr: 1885/2 Standort                  | Die beiden Winter-Linden (Tilia cordata) befinden sich in der Ortschaft Oberweitrag links und rechts der sogenannten Pestsäule. Zum Zeitpunkt der Unterschutzstellung wiesen die Linden einen Stammumfang von 3,1 bzw. 2,75 m (in einem Meter Höhe gemessen), einen gemeinsamen Kronendurchmesser von 18 m und eine Höhe von 24 bzw. 26 m auf. Obwohl die beiden Linden keine exorbitante Größe aufwiesen, wurde sie auf Grund ihrer Lage und ihrer Funktion für das Landschaftsbild unter Schutz gestellt.                                                                                   |         | 13.12.1993 |
| 1    | Datei hochladen | 2 Stieleichen                                        | nd503 | Walding KG: Lindham GrStNr: 1775; 1992 Standort                           | Die beiden Stieleichen (Quercus robur) stehen an der Aschacher Straße bei km 2,65. Sie wiesen zum Zeitpunkt der Unterschutzstellung einen Stammumfang von 3,65 bzw. 2,55 m (in einem Meter Höhe gemessen), einen Kronendurchmesser von 22 bzw. 25 m und eine Höhe von jeweils rund 27 m auf. Bei den beiden Bäumen dürfte es sich um Reste einer Allee handeln. |         | 06.04.1993 |
| 1    | Datei hochladen | 3 Schloss-Linden in Waxenberg                        | nd371 | Oberneukirchen KG: Waxenberg GrStNr: .1/1; 282; 285/2 Standort            | Ursprünglich wurden 1987 vier Sommer-Linden (Tilia platyphyllos) geschützt, der Schutz einer Linde wurde jedoch bereits 1989 auf Grund ihres schlechten Gesundheitszustandes aufgehoben. Die drei noch immer geschützten Bäume befinden sich direkt neben dem alten Schlossgebäude bzw. am Vorplatz der Kapelle. Zum Zeitpunkt der Unterschutzstellung wiesen die beiden Linden südlich des Schlosses einen Stammumfang von 4,7 bzw. 4,6 m und eine Höhe von rund 30 m auf. Die dritte Linde hatte einen Stammumfang von 4,8 m, einen Kronendurchmesser von 16 m und eine Höhe von rund 30 m. |         | 24.02.1987 |
| 1    | Datei hochladen | Bergahorn (Acer pseudoplatanus)                      | nd159 | Feldkirchen an der Donau KG: Mühllacken GrStNr: .1/1 Standort             | Der geschützte Bergahornbaum (Acer pseudoplatanus) befindet sich im Naturschutzgebiet Pesenbachtal auf einer Anhöhe beim Anwesen Pichler in Feldkirchen. Der Baum wies zum Zeitpunkt der Unterschutzstellung einen Stammumfang von 3,1 m, einen Kronendurchmesser von 17 m und eine Höhe von rund 30 m auf. |         | 10.03.1981 |
| 1    | Datei hochladen | Dr. Gruberstein (Granitfels mit Einschlüssen)        | nd093 | Steyregg KG: Lachstatt GrStNr: 1573; 1581 Standort                        | Der Dr. Gruberstein befindet sich an der Straße, die in Katzbach von der Prager Bundesstraße abzweigt und über Plesching nach Steyregg führt. Er besteht aus Granit, in dem eckige Schollen von grünlich gefärbtem schiefrigen Gestein enthalten sind. Zudem werden die beiden Gesteinsarten von Aplitadern durchzogen. Der Stein diente Franz Hermann Gruber als Beispiel für die varistische Gebirgsbildung zur Karbonzeit, als granitisches Magma in die alte Schieferhülle eindrang und aufschmolz.                                                                                       |         | 16.02.1977 |
| 1    | Datei hochladen | Doppel-Ahornbaum in Kirchschlag                      | nd366 | Kirchschlag bei Linz KG: Kirchschlag GrStNr: 1164/6 Standort              | Das Naturdenkmal am südlichen Ortsrand von Kirchschlag besteht aus zwei eigenständigen Bergahornbäumen, die im Laufe der Zeit im Wurzelstock zusammengewachsen sind. Zum Zeitpunkt der Unterschutzstellung hatten sie ein geschätztes Alter von 100 Jahren und einen Stammumfang von je 1,9 m. |         | 30.01.1987 |
| 1    | Datei hochladen | Drillingsahorn                                       | nd376 | Kirchschlag bei Linz KG: Kirchschlag GrStNr: 1200/1 Standort              | Der Drillingsahorn, ein Bergahornbaum (Acer pseudoplatanus) mit drei Stämmen, befindet sich in der Ortschaft Rohrach und befindet sich freistehende auf einer Wiese nahe dem Gasthaus Alpenblick. Der Baum wies zum Zeitpunkt der Unterschutzstellung in Brusthöhe einen Stammumfang von 4,3 m, einen Kronendurchmesser von 13 m und eine Höhe von rund 28 m auf. |         | 07.09.1987 |
| 1    | Datei hochladen | Eiche in Walding                                     | nd368 | Walding KG: Walding GrStNr: 467/1 Standort                                | Die Stieleiche (Quercus robur) befindet sich an der Gramastettnerstraße neben der Friedhofszufahrt bzw. gegenüber dem Haus Nr. 13. Der Baum wies zum Zeitpunkt der Unterschutzstellung einen Stammumfang von 3,6 m, einen Kronendurchmesser von 17 m und eine Höhe von rund 25 m auf. |         | 22.01.1987 |
| 1    | Datei hochladen | Enzianwiese in Eidenberg                             | nd560 | Eidenberg KG: Eidenberg GrStNr: 1154/26 Standort                          | Die Enzianwiese westlich der Traunerhütte in Eidenberg ist mit Böhmischen Enzian (Gentianella bohemica) bewachsen und beheimatet darüber hinaus Wetterdistel und Kopfginster und seltene Elemente einer Magerwiese wie Perücken-Flockenblume (Centaurea pseudophrygia), Besenheide (Calluna vulgaris), Steifer Augentrost (Euphrasia stricta) oder Pfeifengras. | 0,25 ha | 11.08.1998 |
| 1    | Datei hochladen | Hirtstein                                            | nd231 | Schenkenfelden KG: Schenkenfelden GrStNr: 2441/1; 3149/3 Standort         | Der Hirtenstein ist eine Felsbildung aus Weinsberger Granit, er ist die höchste Erhebung des Thierberges und wird seit 1982 von einem 2,20 m hohen, verzinkten Gedenkkreuz gekrönt. Er erreicht eine maximale Höhe von 5 m und eine Flächendeckung von rund 150 m². Die Felsformation ist dabei von Ebereschen, Birken und Föhren umwachsen. |         | 24.01.1984 |
| 1    | Datei hochladen | Kapellenlinde                                        | nd392 | Zwettl an der Rodl KG: Zwettl an der Rodl GrStNr: 612/3 Standort          | Die Winter-Linde (Tilia cordata) steht bei einer Abzweigung des Güterwegs „Obere Straß“ rund 700 m östlich des Bauernhauses Kaiser. Zum Zeitpunkt der Unterschutzstellung hatte sie einen Stammumfang von 280 cm. Zusammen mit der Ölbergkapelle stellt sie ein markantes Element der Landschaft dar. |         | 08.08.1988 |
| 1    | Datei hochladen | Kastanienbaum in Goldwörth                           | nd553 | Goldwörth KG: Goldwörth GrStNr: 2747 Standort                             | Der Kastanienbaum, eine Gewöhnliche Rosskastanie (Aesculus hippocastanum) befindet sich in der Nähe eines Donaualtarmes bei der Pfeifersiedlung. Der Baum wies zum Zeitpunkt seiner Unterschutzstellung einen Stammumfang von 4,15 m (in einem Meter Höhe gemessen), einen Kronendurchmesser von 17 m und eine Höhe von rund 28 m auf. Der Stamm der Kastanie verzweigt sich in rund 1,5 m in zahlreiche Hauptäste und wurde 1996 auf ein Alter von rund 100 Jahren geschätzt. |         | 31.10.1996 |
| 1    | Datei hochladen | Linde                                                | nd390 | Puchenau KG: Puchenau GrStNr: 1358/1 Standort                             | Die Winter-Linde (Tilia cordata) befindet sich im Kreuzungsbereich der Hansberg-Landesstraße und des Prof. Anton Lutz Weges in einem Garten. Der Baum wies zum Zeitpunkt seiner Unterschutzstellung einen Stammumfang von 3,6 m (in Brusthöhe gemessen), einen Kronendurchmesser sowie Höhe von jeweils rund 30 m auf. Das Alter der Linde wurde damals auf 100 bis 150 Jahre geschätzt. |         | 12.07.1988 |
| 1    | Datei hochladen | Linde bei der Herz Jesu Kapelle in Feldkirchen       | nd319 | Feldkirchen an der Donau KG: Bergheim GrStNr: 76/1 Standort               | Die Winter-Linde (Tilia cordata) steht neben der Herz-Jesu-Kapelle an der Mühllackner-Bezirksstraße bei der Abzweigung Bergheim bei km 6,95. In der Begründung für die Unterschutzstellung wurde festgehalten, dass es sich bei der Kapellenlinde um eine schwache und nicht hohe Linde handle, die für sich alleine keinesfalls naturdenkmalwürdig. Die Linde wurde jedoch wegen ihres Standorts inmitten einer völlig ausgeräumten Feldflur für erhaltenswert erachtet. |         | 02.10.1985 |
| 1    | Datei hochladen | Linde bei der Schule in Walding                      | nd509 | Walding KG: Walding GrStNr: 506/2 Standort                                | Die Winter-Linde (Tilia cordata) steht westlich der Volksschule von Walding an der Oberkante zur Straße Richtung Gramastetten. Zum Zeitpunkt der Unterschutzstellung wies die Linde einen Stammumfang von 3,35 m (gemessen in einem Meter Höhe), einen Kronendurchmesser von 17 m und eine Höhe von rund 30 m auf.Anmerkung: Objektvermutung, Eintrag bei Land OÖ fehlt |         | 05.04.1993 |
| 1    | Datei hochladen | Linde in Eidenberg                                   | nd436 | Eidenberg KG: Geng GrStNr: 1290 Standort                                  | Die Sommer-Linde (Tilia platyphyllos) befindet sich an einer Straßenböschung an der Eidenberger-Bezirksstraße bei km 6,1 Richtung Geng. Die Linde wies zum Zeitpunkt der Unterschutzstellung einen Stammumfang von 5,0 m (gemessen in einem Meter Höhe), einen Kronendurchmesser von 17 m und eine Höhe von rund 16 m auf. |         | 04.03.1991 |
| 1    | Datei hochladen | Linde in Feldkirchen                                 | nd325 | Feldkirchen an der Donau KG: Bergheim GrStNr: 92; 94 Standort             | Die Winter-Linde (Tilia cordata) steht vor der Kreuzung Feldkirchen-Mühllacken in freier Flur. In der Begründung für die Unterschutzstellung wurde festgehalten, dass es sich bei der Linde um einen schwachen und gedrungenen Baum handle, die für sich alleine keinesfalls naturdenkmalwürdig. Die Linde wurde jedoch wegen ihres Standorts inmitten einer völlig ausgeräumten Feldflur für erhaltenswert erachtet. |         | 29.10.1985 |
| 1    | Datei hochladen | Linde in Oberneukirchen                              | nd656 | Oberneukirchen, Höhenstraße 26 KG: Oberneukirchen GrStNr: 1983/1 Standort | Die Winter-Linde (Tilia cordata) steht rund 300 m südlich des Ortszentrums von Oberneukirchen. Zum Zeitpunkt der Unterschutzstellung wies die Linde einen Stammumfang von 3,3 m (gemessen in einem Meter Höhe), einen Kronendurchmesser von 17 m und eine Höhe von rund 23 m auf. Das Alter der kugelförmigen Linde, die sich in rund 4 m Höhe in zwei massive Hauptäste teilt, wurde auf 100 Jahre geschätzt. |         | 11.09.2008 |
| 1    | Datei hochladen | Linde in Schauerschlag                               | nd479 | Zwettl an der Rodl KG: Zwettl an der Rodl GrStNr: 740/1 Standort          | Die zum Zeitpunkt der Unterschutzstellung rund 150 bis 200 Jahre alte Winterlinde (Tilia cordata) steht an einer Wegkreuzung im Distltal rund 1 km außerhalb des Marktes Zwettl. Sie kann über den Güterweg Schauerschlag erreicht werden und wies Anfang der 1990er Jahre einen Stammumfang von 4,15 m (gemessen in einem Meter Höhe), einen Kronendurchmesser von 25 m und eine Höhe von rund 20 m auf. Das Alter der kugelförmigen Linde, die sich in rund 4 m Höhe in zwei massive Hauptäste teilt, wurde auf 100 Jahre geschätzt.                                                        |         | 03.02.1992 |
| 1    | Datei hochladen | Munterlinde                                          | nd175 | Schenkenfelden KG: Lichtenstein GrStNr: 415/2 Standort                    | Die Winter-Linde (Tilia cordata) befindet sich an einem Hang nördlich des Bauernhofes „Munter“. Zum Zeitpunkt der Unterschutzstellung wurde die Linde als stärkster Baum des Bezirksgebietes bewertet. |         | 21.12.1981 |
| 1    | Datei hochladen | Sommerlinde                                          | nd182 | Gramastetten, Linzerstraße 11 KG: Gramastetten GrStNr: .221/1 Standort    | Die Sommer-Linde (Tilia platyphyllos) befindet sich neben der Hansberg-Landesstraße rund 7 m südwestlich des Hauses Linzerstraße 11. Zum Zeitpunkt der Unterschutzstellung war die Linde mit kugeliger Kronenform 74 Jahre alt und wies in einem Meter Höhe einen Stammumfang von 2,3 m auf, hatte einen Kronendurchmesser von 11 m und war rund 22 m hoch. |         | 29.06.1983 |
| 1    | Datei hochladen | Steyregger Höhle (Fuchsloch oder Großer Höllweinzen) | nd626 | Steyregg, Weih-Leite 1 KG: Steyregg GrStNr: 784/1; 777/1 Standort         | Der Eingang der Naturhöhle (Katasternummer 6843/1) befindet sich neben dem Haus Weih-Leite 1, wobei sich die Unterschutzstellung auf das rund 200 m² große „Fuchsloch“ und den Eingangsbereich mit seiner 7,5 m breiten und durchschnittlich 0,9 m hohen Öffnung bezieht. Der sich anschließende Steinbruch gehört nicht zum Naturdenkmal. |         | 17.06.1994 |
| 1    | Datei hochladen | Stifterlinde                                         | nd370 | Kirchschlag bei Linz KG: Kirchschlag GrStNr: 832/1 Standort               | Die Winter-Linde (Tilia cordata) befindet sich rund 300 m östlich der Kirchschlager Pfarrkirche. Sie wies zum Zeitpunkt der Unterschutzstellung in Brusthöhe einen Umfang von 4,3 m, hatte einen Kronendurchmesser von 16 m und eine Höhe von rund 24 m. Die knorrige Linde wurde auf ein Alter von rund 300 Jahren geschätzt. |         | 09.01.1987 |
| 1    | Datei hochladen | Wagnerlinde                                          | nd154 | Bad Leonfelden KG: Bad Leonfelden GrStNr: 244/1 Standort                  | Die Sommer-Linde (Tilia platyphyllos) befindet sich vor der Bründl-Kirche in Bad Leonfelden. Sie wurde 1886 gepflanzt. |         | 27.08.1980 |
| 1    | Datei hochladen | Winterlinde                                          | nd415 | Vorderweißenbach KG: Oberweißenbach GrStNr: 81/1 Standort                 | Die Winter-Linde (Tilia cordata) steht rund 20 m neben dem Pfarrhof Vorderweißenbach im Nahbereich eines kleinen Weihers. Sie war zum Zeitpunkt der Unterschutzstellung rund 30 m hoch und wies einen Stammumfang von 2,5 m auf. |         | 20.11.1990 |
| 1    | Datei hochladen | Zöttllinde bei der Eisernen Hand                     | nd153 | Bad Leonfelden KG: Bad Leonfelden GrStNr: 240 Standort                    | Die Sommer-Linde (Tilia platyphyllos) steht nahe dem Kurheim der Lehrerkrankenkasse in Bad Leonfelden. Die 1886 gepflanzte Linde wies damals eine Höhe von rund 17 m auf und hatte einen Stammumfang von 2,97 m. |         | 20.10.1980 |
| 1    | Datei hochladen | Zwei Linden                                          | nd666 | Haibach im Mühlkreis KG: Haibach GrStNr: 1816/1 Standort                  | Die beiden Linden stehen auf einer Lichtung am Süd-Hang des Blassberg. Sie wiesen im Mai 2016 einen Umfang von 3,13 m bzw. 3,41 m in 1 m Höhe gemessen auf. |         | 02.11.2015 |
| 1    | Datei hochladen | Zwillingslinde                                       | nd435 | Gramastetten KG: Gramastetten GrStNr: 1328 Standort                       | Die Winter-Linde (Tilia cordata) steht in einer Talmulde an einem Wanderweg. Die Zwillingslinde wies zum Zeitpunkt der Unterschutzstellung einen Umfang von 3 m bzw. 3,6 m auf, hatte einen Kronendurchmesser von 23 m und eine Höhe von 26 m. |         | 04.03.1991 |

## Ehemalige Naturdenkmäler
| Foto |                 | Name                       | ID     | Standort                                                  | Beschreibung | Fläche | Datum      |
| ---- | --------------- | -------------------------- | ------ | --------------------------------------------------------- | --- | ------ | ---------- |
| 0 BW | Datei hochladen | Buche                      | gnd120 | Reichenthal Standort                                      | Die rund 400 bis 500 Jahre alte Rotbuche im Friedhof von Reichenthal war mit einem Stammumfang von 5,58 m eine der größten Rotbuchen Oberösterreichs. |        |            |
| 0    | Datei hochladen | Linde in Puchenau          | gnd470 | Puchenau                                                  | |        |            |
| 0    | Datei hochladen | Winderlinde                | gnd287 | Herzogsdorf                                               | Die mächtige Zwillingslinde gegenüber dem Gemeindeamt hatte eine Höhe von rund 25 m, einen Kronendurchmesser von 16 m und Stammumfänge von 3,1 bzw. 2,8 m. |        |            |
| 0    | Datei hochladen | Wuksanlinde                | gnd155 | Bad Leonfelden                                            | Die Winterlinde wurde wie die beiden anderen Linden (nd153, nd154) 1886 vom Verschönerungsverein Leonfelden auf einer Anhöhe gepflanzt. Sie hatte eine Höhe von rund 26 m, einen Stammumfang von 3,3 m und einen Kronendurchmesser von 14 m. Da sie auseinanderzubrechen drohte, musste die Linde 1979 mit Spannketten und Seilen gesichert werden. |        |            |
| 1    | Datei hochladen | Linde zur schiefen Kapelle | gnd338 | Feldkirchen an der Donau KG: Lacken GrStNr: 1411 Standort | Die Winter-Linde (Tilia cordata) befand sich neben einer Kapelle, die durch die Wurzeln des Baumes ausgehoben wurde und daher den Namen „Linde zur schiefen Kapelle“ erhielt. Sie war von Mühllacken über den Güterweg Reuterhügel zu erreichen und hatte zum Zeitpunkt der Unterschutzstellung in Brusthöhe einen Umfang von 4 m, einen Kronendurchmesser von 22 m und eine Höhe von 24 m. Aus Sicherheitsgründen wurde die Linde im Jänner 2014 gefällt. |        | 10.01.1986 |

| Foto:                    | Fotografie des Naturdenkmals. Klicken des Fotos erzeugt eine vergrößerte Ansicht. Daneben finden sich zwei Symbole: \| Weitere Bilder vorhanden \| Das Symbol bedeutet, dass weitere Fotos des Objekts verfügbar sind. Durch Klicken des Symbols werden sie angezeigt. \| \| Eigenes Foto hochladen \| Durch Klicken des Symbols können weitere Fotos des Objekts in das Medienarchiv Wikimedia Commons hochgeladen werden. \| |
| Name:                    | Bezeichnung des Naturdenkmals laut offiziellen Quellen |
| ID                       | Identifikator |
| Standort:                | Es ist die Gemeinde und falls vorhanden die Adresse angegeben. Darunter sind die Katastralgemeinde (KG) und die Grundstücksnummer angeführt. Durch Aufruf des Links Standort wird die Lage des Denkmals in verschiedenen Kartenprojekten angezeigt. |
| Beschreibung             | Kurze Beschreibung des Naturdenkmals |
| Fläche                   | Fläche des Naturdenkmals in Hektar (ha) |
| Datum                    | Datum oder Jahr der Unterschutzstellung |
| Weitere Bilder vorhanden | Das Symbol bedeutet, dass weitere Fotos des Objekts verfügbar sind. Durch Klicken des Symbols werden sie angezeigt. |
| Eigenes Foto hochladen   | Durch Klicken des Symbols können weitere Fotos des Objekts in das Medienarchiv Wikimedia Commons hochgeladen werden. |